# 印度共产党（马列）新民主
印度共产党（马列）新民主（英語：Communist Party of India (Marxist–Leninist) New Democracy，缩写为CPI(ML)ND）是印度的一个共產主義政黨。该党成立于1988年，分裂自“印度共产党（马列）（钱德拉·普拉·雷迪）”。
該黨主要在安得拉邦進行政治活動，同時在比哈尔邦、西孟加拉邦、旁遮普邦、北方邦、马哈拉施特拉邦、德里、奥里萨邦、哈里亚纳邦也有地方黨組織活動。
該黨曾在安得拉邦議會中拥有一席；在耶尔兰杜選區，該黨成員古马迪·纳尔萨亚連任五屆邦議員。另外，該黨成員乌玛达尔·辛格曾任比哈尔邦议会議員。

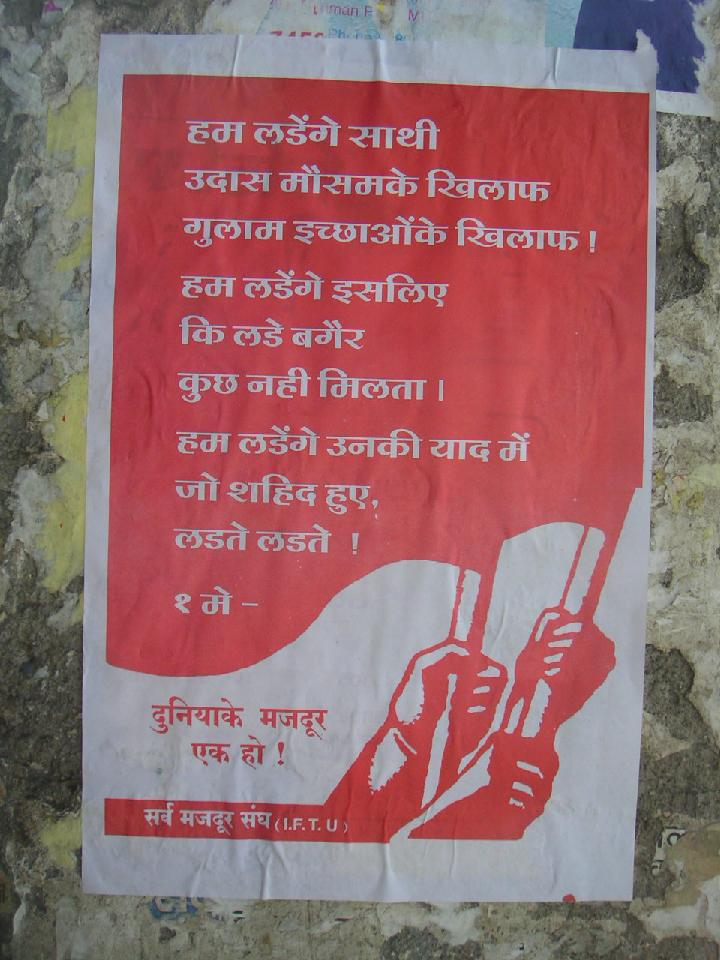
印度共产党（马列）新民主领导的印度工会联合会的五一劳动节海报

該黨同時採取议会道路和非议会道路的阶级斗争方式。该党参与选举（而印度共产党（毛主义）不参与），同時擁有一支地下游击武裝。該黨擁有兩個人民群眾自治組織，分別為服務於印度產業工人的“印度工会联合会”和服務於印度農民和手工業者的“全印农工大会”。
近年来，該黨开始更多地關注建立地下武裝的工作，同議會左翼和溫和的马克思列宁主义派系保持一定的距離。